# 3e arrondissement (Lyon)
Het 3e arrondissement is een van de negen arrondissementen die de Franse stad Lyon rijk is. Het arrondissement strekt zich uit van de linkeroever van de Rhône tot Villeurbanne, en bevat de zakenwijk La Part-Dieu. Het wordt ten noorden begrensd door het 6e arrondissement en in het zuiden door het 7e arrondissement en het 8e arrondissement. Het arrondissement heeft een oppervlakte van 635 hectare en heeft 93.247 inwoners (2006), het grootste aantal van alle arrondissementen. 

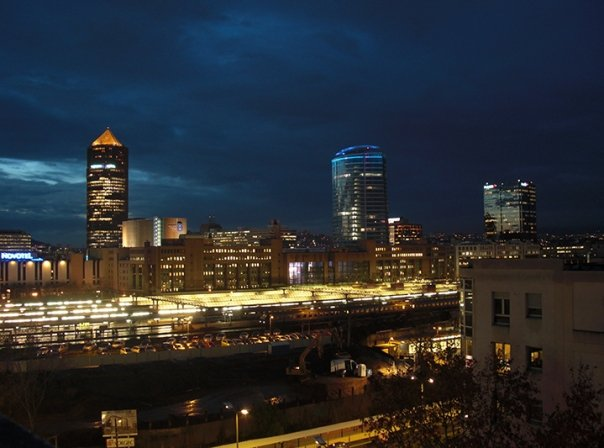
De zakenwijk Part-Dieu met op de voorgrond station Part-Dieu

Het derde arrondissement bestaat sinds 24 maart 1852, en is op 17 juli 1867 gesplitst, waarbij het zesde arrondissement is ontstaan. 
Het belangrijkste station van Lyon, Station Lyon-Part-Dieu ligt midden in de wijk. Aan de westzijde van dit station ligt de zakenwijk La Part-Dieu met veel hoogbouw, waaronder de Crayon, het hoofdkantoor van Crédit Lyonnais, en het winkelcentrum La Part-Dieu, een van de grootste van Europa. 